# Pramice P550

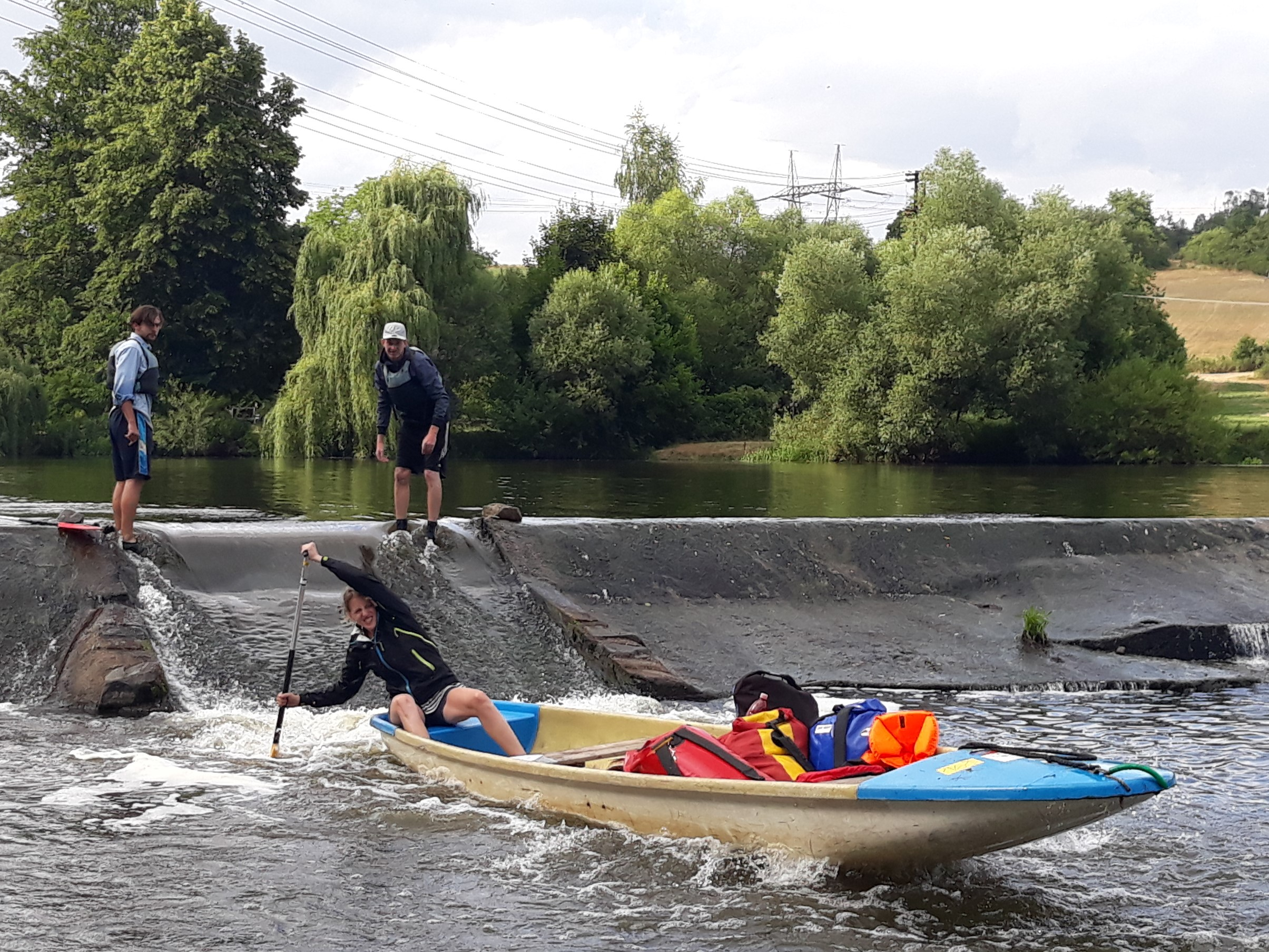
P550 s nákladem překonává jez na Berounce. Posádka vystoupila, aby odlehčila loď a nedošlo tak k jejímu zalití vodou.

Pramice P550 je třídová pramice českých vodních skautů. Byla vyvinuta Otokarem Randákem – Oskarem v letech 1994–1995 jako celolaminátová náhrada dřívější pramice P520. Celolaminátová konstrukce umožňuje snadnou profesionální výrobu, ale často je vyráběna i amatérsky oddíly vodních skautů. Loď uveze až 7 členů posádky, v závodní sestavě 4–5 pro sjezd a 2–3 pro plachtění. Pramice je vybavena ploutvovou skříní a je tak možné ji využívat jak ke splouvání řek, tak k plachtění v několika variantách takeláže, původní „delfín“ a moderní „černá eskadra“. K vidění je pramice například na závodech Prahou přes tři jezy či na skautské regatě.
| rozměr | hodnota |
| ------ | ------- |
| délka  | 5,7 m   |
| šířka  | 1,2 m   |
| váha   | 80 kg   |